# 云吸

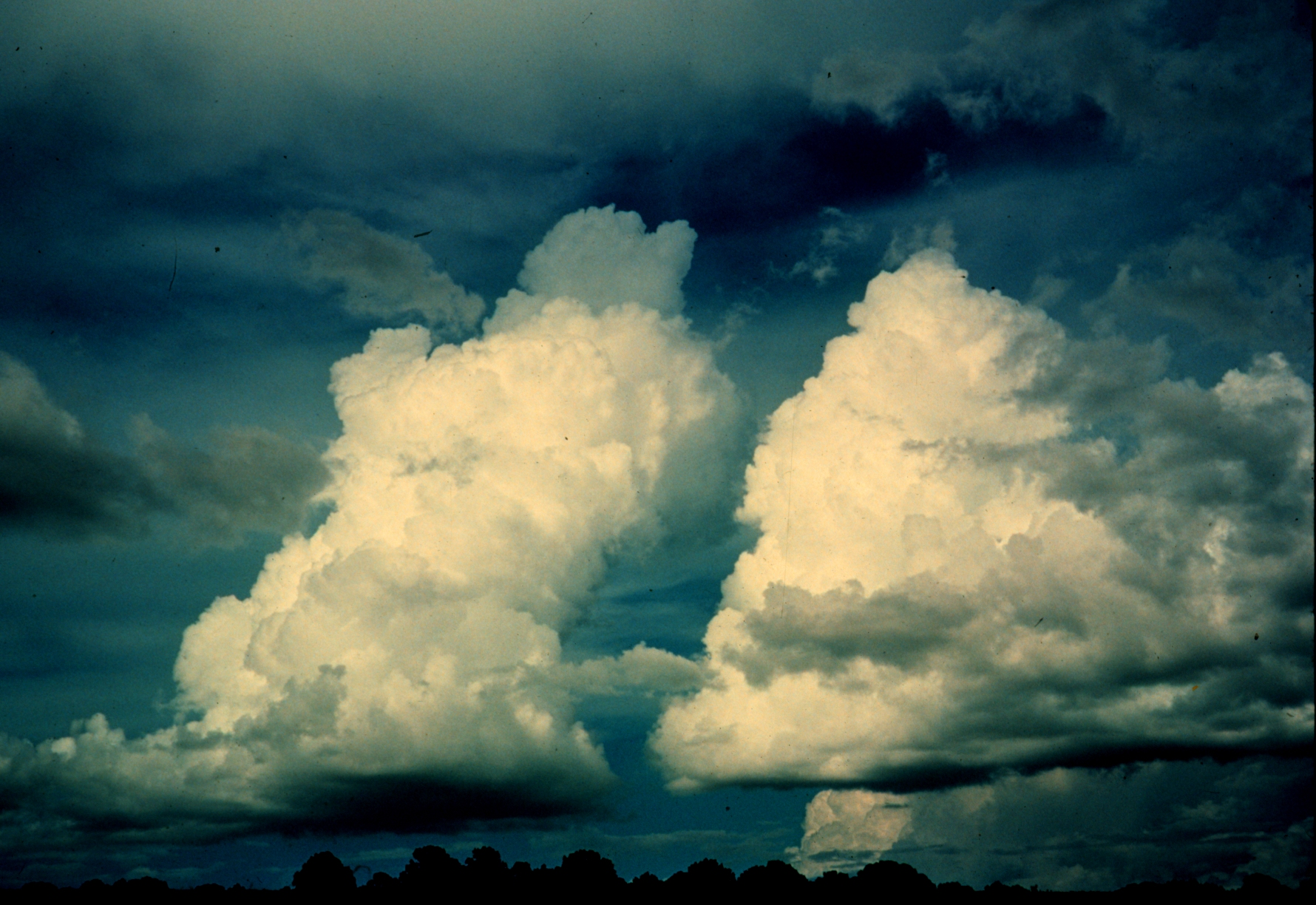
塔状积云通常和云吸有关

云吸 是在滑翔伞、悬挂式滑翔伞和滑翔机等飞行中的常见现象。在这些飞行中由于积云（尤其是塔状积云和积云底部）的热量，飞行员会感受到明显的升力。积云的深度（垂直长度）是一个很好的指标，可以通过它去判断云下升力的强度和潜在的云吸。 云吸通常发生在低气压天气和潮湿天气下。

## 形成原因
云吸与云底附近的上升热气流的速度有关。随着空气包裹在热量中上升后，他也会冷却。如果上升到了抬升凝结高度水蒸气最终会被凝结成云。当水蒸气凝结时，他释放出汽化热，从而增加包裹的浮力。上升气流被这种潜热释放放大。虽然造成这种放大的过程发生在云底高度之上，但是却经常能影响到云底之下300（980英尺）。事实上，飞行员所说的云吸，通常是指云底之下的影响，而非云内的影响。飞行员识别在云吸热量中的爬升可以通过：1、升力加强；2、升力变平稳；3、热量加宽。
滑翔伞飞行员报告说没办法在强烈的云吸中下降，即使在伞盖进入深度螺旋后也是如此，这通常会导致快速垂直下降。云吸对于最大航速小于30节的滑翔伞飞行员尤其危险，因为暴风云（积雨云）可以在大范围内扩展和发展，并伴随大面积的强升力。
与悬挂式滑翔伞相比，滑翔机的最大速度要高得多（通常超过每小时250公里），而且可以通过快速飞离或者用高效的空气制动器更容易地从强大的积雨云中逃离。滑翔机还有一个好处是飞行员可以通过旋转让飞机快速下降而不至于超速。
云吸对有动力飞机也有影响，但通常不是致命危险，除非在极端天气下。

## 历史事故
2007年2月14日，在为澳大利亚滑翔伞比赛练习时，出生于波兰的德国队队员 Ewa Wiśnierska-Cieślewicz 被吸入积雨云，以每秒20米（每分钟4,000英尺）的速度上升到9,946米（32,600英尺）。她因缺氧而失去知觉，但30到60分钟后恢复知觉。三个半小时后在降落时仍被冰层覆盖。
2007年，42岁的中国滑翔伞飞行员何忠品（音）在被吸入同样的风暴系统后，在5900米（19,000英尺）的高度被闪电击中身亡。他的尸体在第二天被发现，距离进入云层前所知道的最后位置相差15公里（9.3英里）。
2014年，66 岁从陆军退役的将军、意大利飞行员 Paolo Antoniazzi，在被吸入雷暴后身亡。

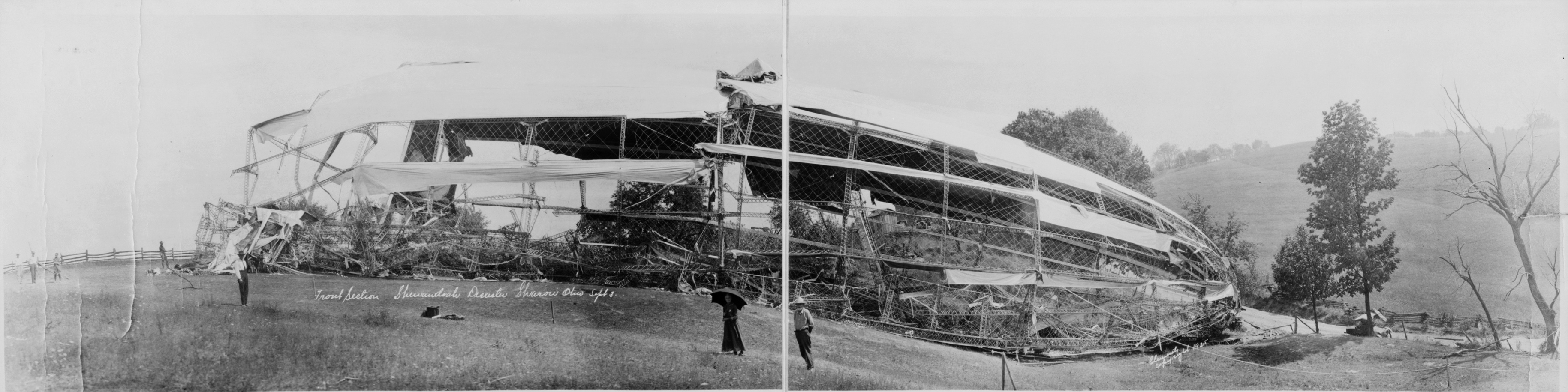
谢南多厄号残骸

美国海军谢南多厄号（USS Shenandoah）——美国建造的第一艘硬式飞艇，也是世界上第一艘用氦气充气的飞艇。在与飑线相关的云吸事故中坠毁。1925年9月3日早上6点左右，俄亥俄州诺布尔县北部的艾瓦附近，谢南多厄号在2100英尺的高空突然被猛烈的上升气流卷入，以每秒1米的速度上升。在大约6,200英尺的高度，上升被控制，但飞艇开始下降。当它到达地面的一半距离时，被另一股上升气流击中，并开始以更快的速度迅速上升。最后，龙骨断裂，船在距地面一英里多的高度解体了。谢南多厄号的指挥官和其他13名官兵牺牲。29名船员在解体中幸存下来，虽然他们一些人受到了重伤。
2025年5月24日，中國一名55歲的滑翔傘愛好者彭玉江，在甘肅祁連山區域進行滑翔傘訓練時，意外遭積雨雲上升氣流捲入海拔8598公尺高空，接近民航客機巡航高度，全身結冰、手部凍傷，還短暫失去記憶，最終奇蹟生還。甘肅省航空運動協會祭出停飛6個月的懲處，彭玉江面部、手部輕度凍傷，但坦言經歷「極度恐懼」，短期不再飛行。